# شيربان مورارو
شيربان مورارو (بالرومانية: Șerban Moraru)‏ هو لاعب كرة قدم روماني في مركز الدفاع، ولد في 9 فبراير 1986 في بوخارست في رومانيا. لعب مع بيهور أوراديا ونادي أسترا جورجو ونادي براشوف ونادي بياترا نيامتس ونادي فاسلوي.

## وصلات خارجية
- شيربان مورارو على موقع قاعدة بيانات كرة القدم.إي يو (الإنجليزية)
- شيربان مورارو على موقع Soccerway.com (الإنجليزية)